# Rosemary Barton

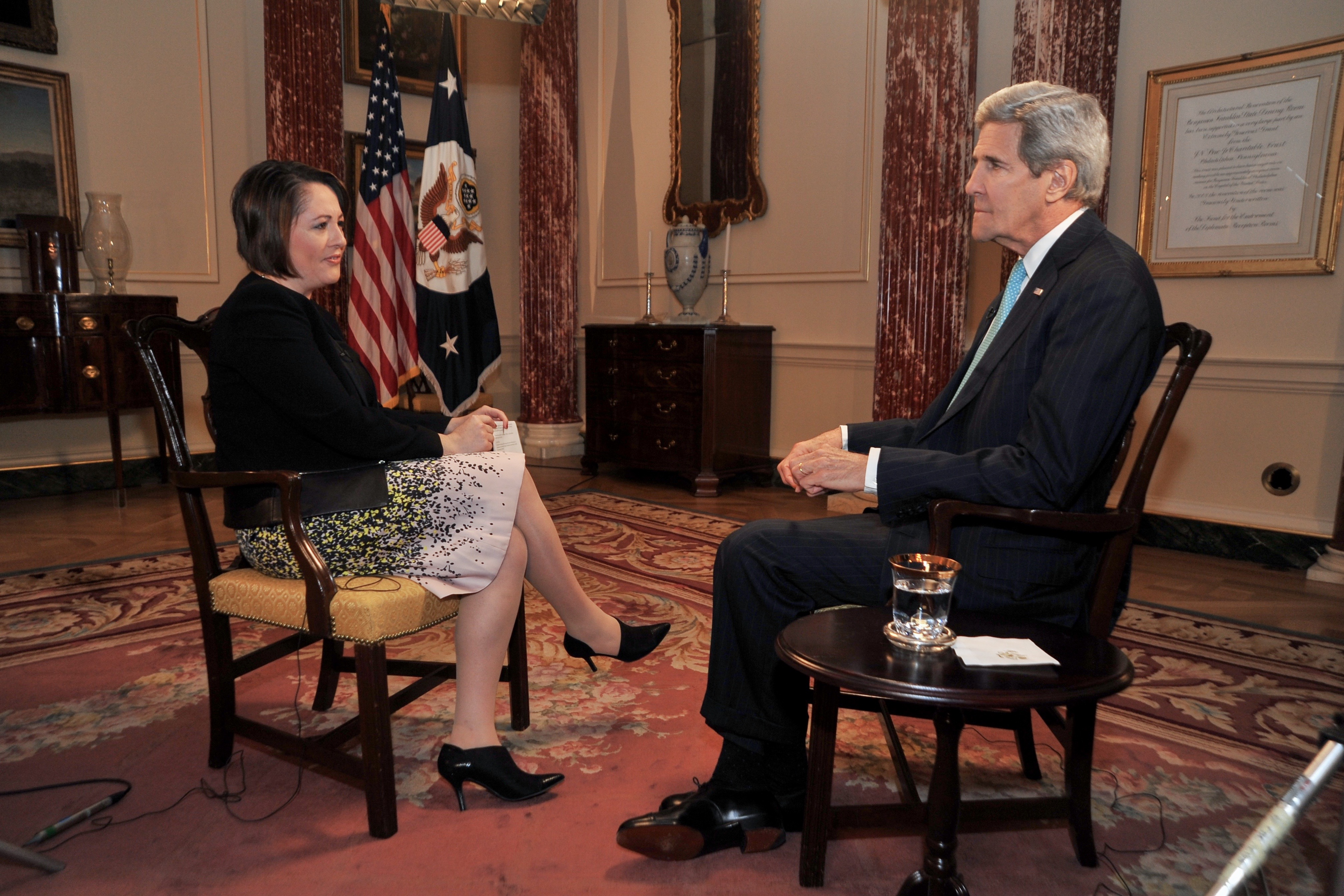

Pour les articles homonymes, voir Barton.
 (novembre 2017).

## Biographie
Rosemary Barton, née le 31 mai 1976 à Winnipeg est une journaliste politique canadienne pour CBC News Network.  Elle sert comme correspondante à la Colline du Parlement pour les Nouvelles de radio-canada (CBC NEWS), et est l'hôtesse de l'émission d’affaires publiques Power & Politics sur le Réseau CBC.
Elle est diplômée en littérature française de l'université de Saint-Boniface et de l'université de Carleton en journalisme.

### Début de carrière
Originaire de Winnipeg, au Manitoba, Rosemary Barton a commencé à travailler dans le domaine du journalisme comme recherchiste pour la Société radio-canada et le réseau RDI. Elle quite le Manitoba pour devenir correspondante à l'Assemblée Nationale du Québec pour Global News. Elle rejoint la CBC, en 2004, comme correspondante politique au Québec,  et ensuite comme correspondante sur la Colline Parlementaire en 2007.
Elle a commencé à apparaître sur la Power & Politics en 2011, comme remplaçante pour l'hôte.

### Hôte de Power & Politics
Après le licenciement de Evan Solomon par le CBC en 2015, Rosemary Barton est devenu hôtesse par intérim de l'émission d’affaires publiques Power & Politics. Son style d'entrevue a été salué par plusieurs de ses collègues journalistes,, souvent en contraste favorable en comparaison au style de Salomon.
Rosemary Barton a gagné de la popularité à la suite de son entretien avec le Ministre de la Citoyenneté et de l'Immigration Chris Alexander sur Power & Politics au cours de la campagne électorale de 2015, lorsqu'il a tenté d'éluder une question sur la gestion gouvernementale de réfugiés Syriens au cours d'un débat, et s'est tenu a blâmer l'inaction des médias (et Barton) pour ne pas avoir donné assez d'attention à la crise.Rosemary Barton a donc déclaré que les propos du ministre Alexandre étaient "complètement faux", et a même proposé de fournir des clips de l'année précédente où la crise syrienne avait été discuté.  Elle lui dit donc d'avouer qu'il "[voulait] éviter la question."
Elle a été officiellement nommée comme hôtesse permanente de l'émission le 5 janvier 2016.
En 2016, elle est lauréate du prix de la 4e édition des Prix Écrans canadiens dans la catégorie meilleur animateur ou intervieweur d'une émission d'actualités ou d’une série documentaire .

## Démêlé judiciaire
Lors des élections fédérales canadiennes de 2019, la Société Radio-Canada dépose une requête à la cour suprême du Canada contre le parti conservateur du Canada pour avoir utilisé des images de la société d'état pour des fins publicitaires. Des images dans lesquelles figurent Barton et son collègue John Paul Tasker ont été glissés dans une publicité mise en ligne par le parti dénoncant la gouvernance de Justin Trudeau. Également, Radio-Canada juge que cela s'attaque à l'intégrité et l'indépendance professionnelle de son journalisme. 